# 13姉妹 雪月花
「Z/X -Zillions of enemy X- NF DramaCD (9)「13姉妹 雪月花」」は、ブロッコリー発売のトレーディングカードゲーム、Z/X（ゼクス）9枚目のドラマCD。2016年9月11日に発売された。

## 概要
平和を願うアドミニストレータポラリス（CV.明坂聡美）とアドミニストレータ カノープス（CV. 蒼井翔太）のふたりにフィーチャーした、青の世界の物語。 
青の世界の革命を目論むレジスタンス勢力の主要人物であるカノープスは、苦悩していた。
いずれ敵に回すことになるベガが擁するバトルドレス13姉妹、オリジナルXIIIのメンテナンスを任されてしまったから。
ベガ陣営に計画を悟られずにメンテナンスを終えるため、彼は同志ポラリスに協力を仰ぐがメンテナンスは非情にも乙女の身体測定から幕を開けるのだった。

## 収録内容
1. ドラマパート『† ル・シエル イリュジオン †』 [38:58] 
出演 : アドミニストレータ ポラリス（CV.明坂聡美）
アドミニストレータ カノープス（CV. 蒼井翔太）
オリジナルXIII Type.XI（CV. 星谷美緒）
オリジナルXIII Type.VII（CV. 春村奈々）
オリジナルXIII Type.VII（CV. 金元寿子）
オリジナルXIII Type.II，IV，VI，VIII，X，XII（CV. 佐倉綾音）

1. 未来創造革命 [4:16] 
歌 : アドミニストレータ ポラリス（CV. 明坂聡美）
作詞 / 作曲 / 編曲 : 真鍋旺嵩、吹野クワガタ、中沢昭宏

## 封入特典
ゼクスカード 「乙女整備士カノープス」 2枚